# Minótaurosz

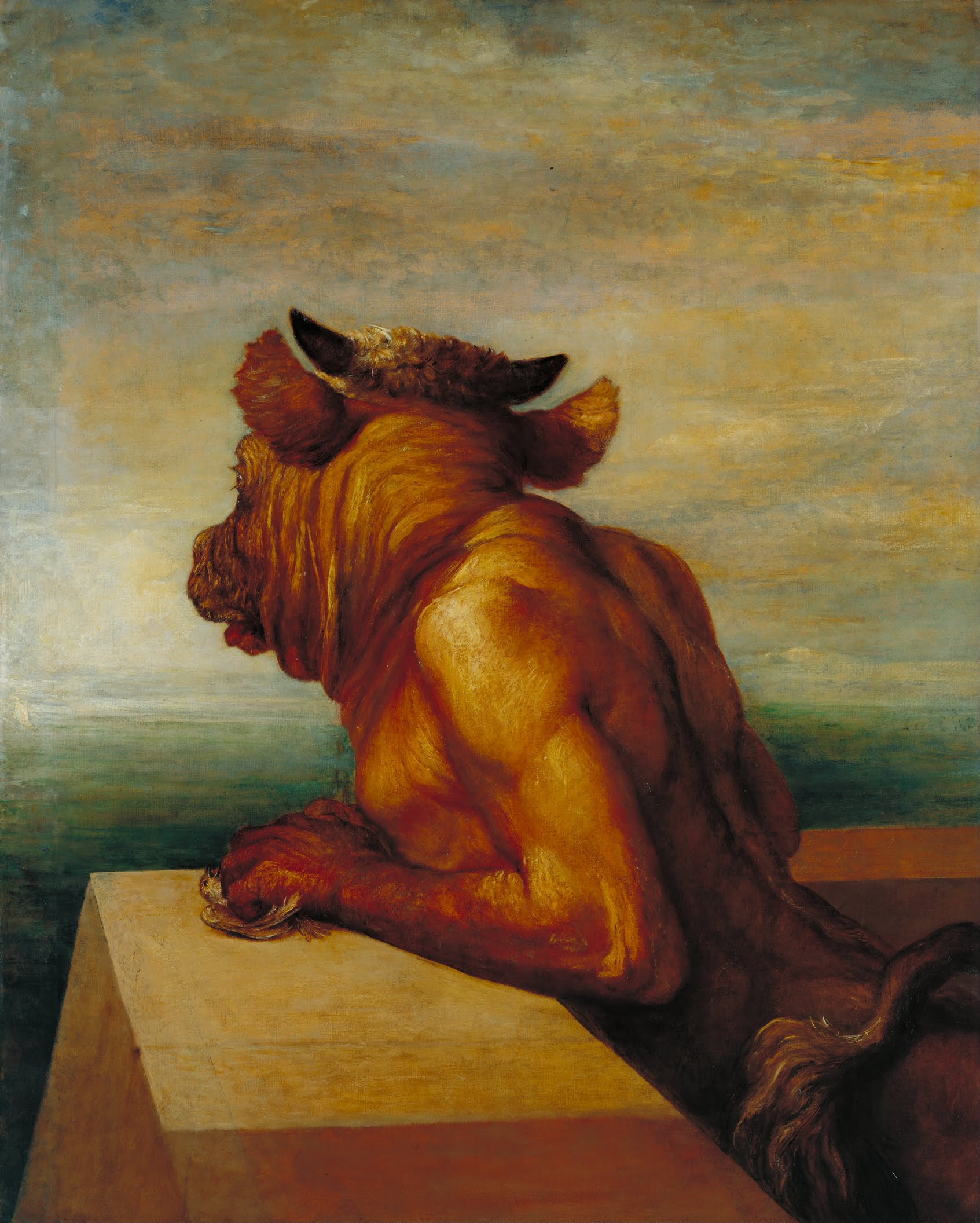
George Frederic Watts: A minótaurosz (1885)

A Minótaurosz (ógörögül: Μῑνώταυρος) a görög mitológiában félig ember, félig bika alakú teremtmény volt. Az emberek szeme elől abba a  labirintusba rejtették, amelyet Daidalosz épített Kréta szigetén. A név jelentése Minósz bikája.

## Születésének története

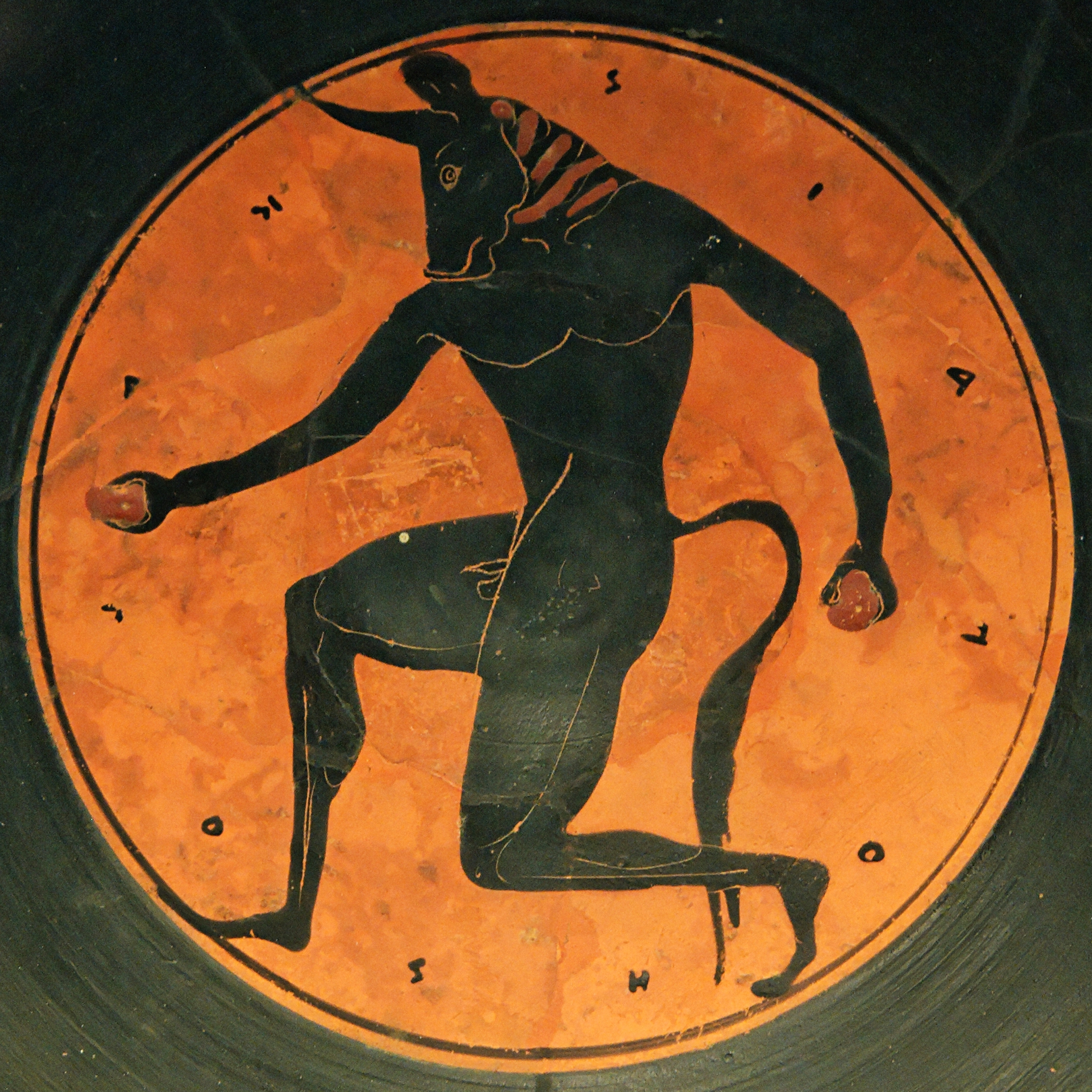
Minótaurosz egy ókori görög érmén

A mítosz szerint mielőtt Minósz királlyá lett volna avatva, jelet kért Poszeidontól, hogy vajon ő vagy fivére lesz-e az uralkodó. Poszeidón Minósznak jósolta a királyságot és ennek jeléül egy fehér bikát küldött, amelyet Minósznak fel kellett volna áldoznia a jóslat beteljesülésekor. Minószt azonban elbűvölte a tengerből előbukkant fehér bika szépsége és ezért egy másik bikát áldozott fel, remélve, hogy Poszeidón nem veszi észre a cserét.
Poszeidón haragjában őrületet küldött Minósz feleségére, Pasziphaéra, így az asszony szerelmes lett a bikába. Az ezermester Daidalosz segítségével Pasziphaé megtalálta módját, hogyan egyesüljön a bikával, és ennek a násznak az eredménye lett Minótaurosz. Minótaurosznak emberteste volt, bikafejjel és farokkal. 
Mihaszna állat, összetákolt torzalak...
...Félig bikának mása, félig emberé
Amíg gyermek volt, Pasziphaé dajkálta, de később már nem tudta kezelni vérengző sarját.
Miután Minósz tanácsot kért a delphoi jósdától, knósszoszi palotájában egy óriási labirintust építtetett Daidalosszal, és ott helyezte el a Minótauroszt.

## Thészeusz és a Minótaurosz
Az athéniek megölték Androgeószt, Minósz fiát, mivel féltékenyek voltak a sportban elért sikereire. Minósz bosszúhadjáratot indított Athén ellen, és a győzelem után azt követelte az athéniaktól, hogy minden kilencedik évben (egyesek szerint évente vagy hétévente) hét ifjút és hét leányt áldozzanak a Minótaurosznak. Amikor már harmadszorra kellett küldeni az áldozatot, Thészeusz önként jelentkezett, hogy megölje a szörnyet. Minósz lánya, Ariadné szerelmes lett Thészeuszba, ezért egy bűvös kardot adott neki, hogy le tudja győzni a Minótauroszt, valamint egy gombolyag fonalat, aminek segítségével kijuthatott a labirintusból. Thészeusz végül legyőzte a Minótauroszt és hősként tért haza.

## Képek

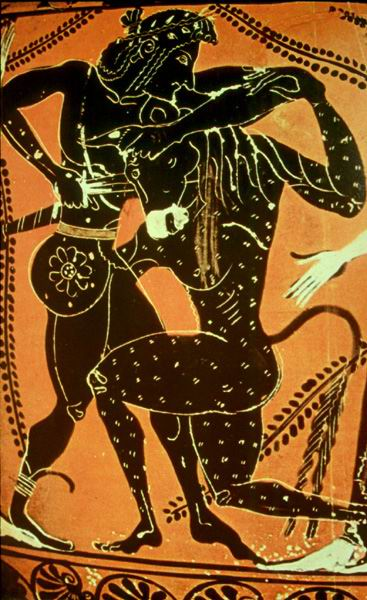
Thészeusz és Minótaurosz 6. századi ábrázolás
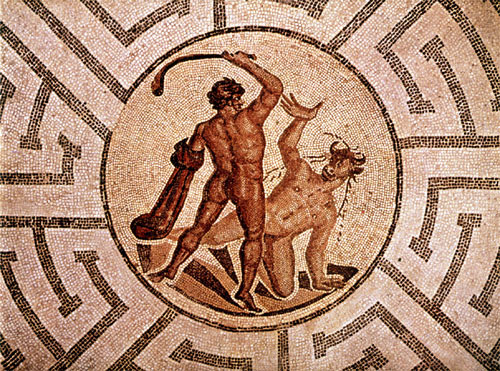
Ókori római mozaik - Thészeusz és a Minótaurosz harcát ábrázolja; Rhaetia, Svájc
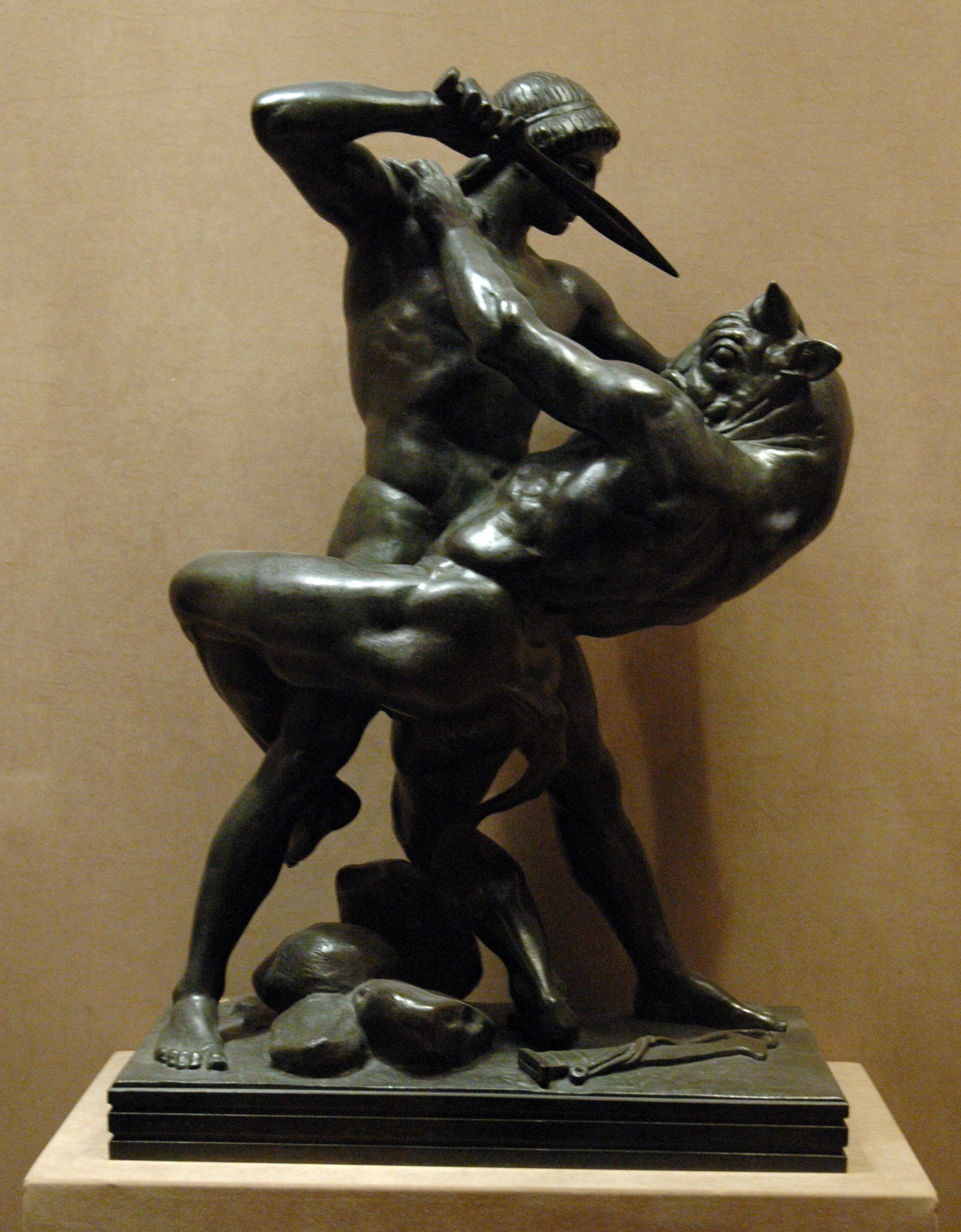
Antoine-Louis Barye: Thészeusz és Minótaurosz (1840)